# 마노 에리나
마노 에리나(일본어: 真野恵里菜, 1991년 4월 11일 ~ )는 가나가와현 출신의 여성 아이돌 가수, 배우이다. 전 헬로! 프로젝트 출신이며, 솔로 가수 및 배우로 활동 중이다. 애칭은 마노에리(まのえり)이다.

## 특징
마츠우라 아야, 후지모토 미키에 이어 처음부터 솔로 아이돌로 데뷔하였음. 본인도 마츠우라와 후지모토를 매우 동경한다고 함. 2009년 3월 31일, 하로프로 OG팀의 전부 졸업으로 현재 하로프로 소속 멤버 중 유일한 솔로 가수다.
친구 킷카와 유우.츠구나가 모모코.세리나 (가수).미야자와 사에.AKB48 팀B 카시와기 유키

## 약력
2006년
- 6월 4일 - 하로프로에그 제2기 가입.

2007년
- 1월 2일 -「Hello! Project 2007 Winter ~원더풀 하츠 오토메Gocoro~」에 첫 출연.
- 5월 13일 - 시부야 C.C.Lemon 홀에서 개최된「제1회 헬로! 프로젝트 신인 공연」에 출연.
- 6월 19일 - 온가쿠갓타스 영입. 동시에 갓타스 브릴리언티스 H.P. 영입.
- 9월 12일 - 온가쿠갓타스의 첫 발매 싱글「鳴り始めた恋のBell」데뷔.
- 10월 20일 - 선 스트리트 카메이도에서 개최된「하로프로에그 딜리버리 스테이션! 02」에 출연.

2008년
- 3월 2일 - 온가쿠갓타스 졸업. 또,「2008 헬로! 프로젝트 신인 공연 3월 ~키라메키의 요코하마~」을 마지막으로, 하로프로에그에 연수를 수료해, 솔로 가수 데뷔하는 것이 발표되었다.
- 3월 29일 - 하로프로에그 졸업.
- 6월 29일 - 솔로 데뷔 인디즈 데뷔 싱글「マノピアノ」발매.
- 7월 19일 - 솔로가 되고 나서 첫 헬로! 프로젝트의 콘서트인「Hello! Project 2008 Summer 원더풀 하츠 공연 ~피서지에서 데이트시마SHOW~」에 참가.
- 11월 10일 - 스타☆블로에서 블로그 개시.
- 12월 10일 - BS-i의「Pocky 4Sisters! ~보낼 수 없는 편지~」로 여배우 데뷔.

2009년
- 2월 10일 - 1st 화보집「真野恵里菜」발매.
- 3월 18일 - 메이저 데뷔 싱글「乙女の祈り」를 발매(메이저 CD 데뷔).
- 4월 1일 - DVD「マノグアム」발매.
- 6월 6일 - 첫 단독 콘서트 개최.
- 9월 13일 - 첫 단독 콘서트 투어를 스타트(9월 22일까지).
- 10월 6일 - 테레비도쿄계「키티즈 파라다이스peace」에 고정 출연. 프로그램의 엔딩 테마도 담당.
- 12월 16일 - 12월 23일 ~ 25일「테레비아사히 크리스마스 캠페인」의 이미지 캐릭터로 결정.
  - 또, 앨범「FRIENDS」수록곡「OSOZAKI娘」도 이미지송으로 결정.

2010년
- 1월 21일 - GREE 블로그 개시.
- 2월 24일 - 제24회 일본 골드 디스크 대상「더 베스트 5 뉴 아티스트」로 선출된다.
- 4월 1일 - Twitter 개시.

2012년
- 5월 16일 - Ameblo 블로그 개시.
- 7월 21일 - 오릭스 극장에서 행해진「Hello! Project 탄생 15주년 기념 라이브 2012 여름」에서 2013년 2월 23일에 나카노 선플라자에서 행해지는 솔로 콘서트를 가지고, 헬로! 프로젝트를 졸업하는 것을 발표[1].
- 11월 30일 - 모닝구무스메。의 다나카 레이나와 함께 M-line club의 가입이 발표되었다[2].

2013년
- 2월 23일 - 나카노 선플라자에서 행해진「마노 에리나 메모리얼 콘서트 2013「OTOME LEGEND〜For the Best Friends」」를 기해 헬로! 프로젝트를 졸업하였다.

2018년
- 7월 16일 - 프로 축구 선수 시바사키 가쿠와의 결혼을 발표[3].

## 음반 활동

### 싱글
인디즈
1. マノピアノ (마노 피아노) (2008년 6월 29일)
2. ラッキーオーラ (럭키 아우라) (2008년 10월 4일)
3. ラララーソソソ (라라라소소소) (2008년 12월 13일)

메이저
1. 乙女の祈り (소녀의 기도) (2009년 3월 18일)
2. はじめての経験 (첫 경험) (2009년 5월 20일)
3. 世界は サマー・パーティ (세계의 썸머 파티) (2009년 7월 29일)
4. この胸のときめきを (이 가슴의 두근거림을) (2009년 9월 30일)
5. LOVE&PEACE=パラダイス (파라다이스) (2009년 11월 25일)
6. 春の嵐 (봄의 태풍) (2010년 2월 24일)
7. お願いだから… (부탁이니까…) (2010년 5월 12일)
8. 元気者で行こう! (건강자로 가자!) (2010년 9월 15일)
9. 青春のセレナーデ (청춘의 세레나데) (2011년 1월 26일)
10. My Days for You (2011년 6월 29일)
11. ドキドキベイビー／黄昏交差点 (두근두근 베이비/황혼 교차점) (2012년 2월 22일)
12. Song for the DATE (2012년 6월 27일)
13. NEXT MY SELF (2012년 12월 12일)

콜라보레이션
- 베키마스 명의

1. 負けるな わっしょい! (지지마 영차!) (2011년 8월 6일) - 콘서트 한정 발매

- 헬로! 프로젝트 모베키마스 명의

1. ブスにならない哲学 (부스 추녀가 되지 않는 철학) (2011년 11월 16일)

### 착신 한정
1. かけがえのないあなたへ ～my precious treasure box～ (둘도 없는 너에게) (2019년 3월 19일)

### 앨범
1. FRIENDS (2009년 12월 16일)
2. MORE FRIENDS (2010년 11월 24일)
3. More Friends Over (2012년 3월 28일)

### 베스트 앨범
1. BEST FRIENDS (2013년 2월 6일)

### DVD (싱글)
1. 싱글V「乙女の祈り」(2009년 3월 25일)
2. 싱글V「はじめての経験」(2009년 6월 3일)
3. 싱글V「世界は サマー・パーティ」(2009년 8월 5일)
4. 싱글V「この胸のときめきを」(2009년 10월 7일)
5. 싱글V「LOVE&PEACE=パラダイス」(2009년 12월 2일)
6. 싱글V「お願いだから…」(2010년 5월 19일)
7. 싱글V「元気者で行こう!」(2010년 9월 22일)
8. 싱글V「My Days for You」(2011년 7월 6일)
9. 싱글V「ドキドキベイビー」(2012년 2월 29일)

### DVD/Blu-ray (PV집)
1. 真野恵里菜シングルVクリップス① (2010년 3월 3일)
2. 真野恵里菜全シングル MUSIC VIDEO Blu-ray File 2011 (2011년 12월 21일)
3. 真野恵里菜シングルVクリップス② (2012년 7월 11일 DVD / 2012년 8월 8일 Blu-ray)

### DVD/Blu-ray (콘서트)
1. 真野恵里菜デビューコンサート「プロローグ～乙女の祈り～」(2009년 8월 5일)
2. 真野恵里菜ファーストコンサートツアー「Introduction～はじめての感動～」(2009년 12월 22일)
3. スペシャルジョイント2010春～感謝満開！真野恵里菜２周年突入 ＆ スマイレージ メジャーデビューへ桜咲け！ライブ～ (2010년 6월 16일)
4. 真野恵里菜コンサートツアー2011～ハタチの乙女 801DAYS～ (2011년 9월 21일)
5. マノソナタ～10回目のレッド・センセーション 真野恵里菜10thシングル発売記念イベント (2011년 11월 9일)
6. 真野恵里菜コンサートツアー2012～DATE～ FINAL (2012년 9월 26일)
7. 真野恵里菜メモリアルコンサート2013「OTOME LEGEND～For the Best Friends」(2013년 5월 22일 DVD / Blu-ray)

### DVD (그 외)
1. マノグアム (2009년 4월 1일)
2. Pocky 4Sisters! (2009년 8월 19일)
3. 恋する星座 (2009년 11월 4일)
4. Love&Peace＝パラダイス 真野恵里菜＆ハローキティ (2009년 12월 23일)
5. マノガイド in 屋久島 (2010년 1월 27일)
6. 舞台「恋するハローキティ」(2010년 2월 17일)
7. 美女学 Vol.3 (2011년 2월 2일)
8. From Days (2011년 6월 22일)
9. リアルエチュード みんなの家 ゲスト：森田正光・パパイヤ鈴木編 (2012년 5월 30일)
10. UP TO DATE (2012년 6월 6일)
11. Behind of Photobook まのちゃん ～Dear Friends～ (2013년 10월 23일)

## 출연 작품

### 텔레비전
- 베리큐! (2008년 3월 13일 ~ 10월 3일, 테레비도쿄)
- 요로센! (2008년 10월 6일 ~ 2009년 3월 27일, 테레비도쿄)
- Pocky 4Sisters! ~보낼 수 없는 편지~ (2008년 12월 27일, BS-i)
  - 마법의 i에서는, 2008년 11월 25일부터 차례차례 전달.
- 도쿄소녀 (2009년 2월 7일 ~ 2월 28일, BS-i)
- 사랑하는 별자리 (2009년 4월 6일 ~ 6월 25일, BS-i)
- 미녀방담 (2009년 5월 14일 · 21일, 테레비도쿄)
- 키티즈 파라다이스peace (2009년 10월 6일, 테레비도쿄)
- 반초능력자 (2010년 1월 15일 ~ 3월 19일, CS 후지테레비 TWO)
- 마노스파이 (2010년 1월 26일 ~ 3월 30일, TBS)
- 미녀학 (2010년 4월 1일 ~ 2011년 4월 14일, 테레비도쿄)
- SPEC~경시청 공안부 공안 제 5과 미상 사건 특별 대책계 사건부~ (2010년 11월 19일, TBS)
- FACE MAKER (2010년 12월 16일, 요미우리 TV) - 쿠로다 사토코 역
- 하로프로! TIME (2011년 4월 21일 ~ 2012년 5월 31일, 테레비도쿄)
- 수학♥여자학원 (2012년 1월 11일 ~ 3월 28일, 니혼테레비) - 시로카네 레이코 역
- 하로! SATOYAMA 라이프 (2012년 6월 7일 ~ 2013년 2월 21일, 테레비도쿄)
- 모두! 초능력자야! (2013년 4월 12일 ~ 7월 5일, 테레비도쿄)

### 라디오
- 하이퍼나이트 온가쿠갓타스의 Guts10☆갓타스!! (2007년 10월 1일 ~ 2008년 2월 25일, CBC 라디오)
- MANO-DELI (2009년 4월 5일 ~ 2011년 3월 27일, FM Fuji)
- 하로프로야넨!

### 콘서트
- 真野恵里菜デビューコンサート「プロローグ～乙女の祈り～」(2009년 6월 6일 · 14일, 2개 도시 4회 공연)
- 真野恵里菜ファーストコンサートツアー「Introduction～はじめての感動～」(2009년 9월 13일 - 22일, 3개 도시 6회 공연)
- スペシャルジョイント2010春～感謝満開！真野恵里菜２周年突入 ＆ スマイレージ メジャーデビューへ桜咲け！ライブ～ (2010년 3월 14일 - 4월 3일, 3개 도시 5회 공연)
- 真野恵里菜コンサートツアー2011～ハタチの乙女 801DAYS～ (2011년 5월 28일 · 6월 11일, 2개 도시 4회 공연)
- 真野恵里菜コンサートツアー2012～DATE～ (2012년 6월 9일 · 16일, 2개 도시 4회 공연)
- 真野恵里菜メモリアルコンサート2013 in Nakano「OTOME LEGEND～For the Best Friends」(2013년 2월 23일, 1개 도시 2회 공연)
- 真野恵里菜コンサートツアー2014「again〜ライブハウスで燃え尽きよう！〜」(2014년 6월 8일 · 29일, 2개 도시 4회 공연)
- 真野恵里菜コンサートツアー2016初春 ～GRAND Escalation～ (2016년 1월 10일 · 17일, 2개 도시 4회 공연)
- 真野恵里菜デビュー10周年記念ライブ ～my precious treasure box～ (2019년 3월 18일, Zepp Tokyo)

### 영화
- 괴담 신귀덮개 괴기 (2010년 9월, 킹 레코드) - 주연
- Abed~스무살의 사랑 제4화「타카코」(2010년, 시네마 코드) - 주연
- 미유키의 풍경 / Miyuki's Wind Bell (2011년) - 주연
- 가면라이더×가면라이더 오즈 & 포제 MOVIE 대전 MEGA MAX (2011년 12월 10일 공개, 도에이)
- 내 어머니의 연대기 (2012년 4월 28일, 쇼치쿠) - 사다요 역
- 가면라이더x가면라이더 포제 & 위자드 MOVIE 대전 얼티메이텀 (2012년 12월 8일 공개, 도에이)
- 너와 100번째 사랑 (2017년, 아스믹 에이스)
- 언덕길의 아폴론 (2018년 3월 10일, 도호, 아스믹 에이스) - 후카오라 유리카 역

### 무대
- 사랑하는 헬로 키티 (2009년 11월 11일 - 19일, 아오야마 원형 극장)
- 콘드르즈 아시아 투어 개선 도쿄 공연 봄「늑대들의 오후 Hungry Like a Wolf」(2010년 3월 25일, 세타가야 퍼블릭 씨어터) - 게스트 출연
- 키바코의 모임 제2회 공연「포토제닉」(2010년 4월 14일 - 4월 18일, 더 스즈나리)
- 츠바키, 시간을 뛰어넘어 (2010년 8월 1일 - 8월 29일, 메이지자)
- 미남이시네요 (2011년 10월 8일 - , 아카사카 ACT 씨어터 · KAAT 카나가와 예술 극장 · 모리노미아 필로티 홀 · 카널시티 극장) - NANA 역
- 리아르에츄드 모두의 집 (2011년 11월 10일, 아카사카 BLITZ)
- 리딩드라마「만약 너가。」-Last Christmas (2011년 12월 21일·25일, 키노쿠니야 홀)
- 키바코의 모임 제3회 공연「기타를 기다리면서」(2012년 2월 8일 - 2월 19일, 아카사카 RED/THEATER)
- 우사니 (2012년 8월 3일 - 26일, 루 테아토르 긴자) - 헤로인 역

## 서적

### 사진집
- 마노 에리나 (2009년 2월 10일, 와니북스) ISBN 978-4-8470-4153-2
- SUMMER GREETING II (2009년 8월 25일, 와니북스)
- 천국의 문 (2010년 1월 15일, 와니북스) ISBN 978-4-8470-4236-2
- MANO DAYS ~스무살의 첫사랑~ (2011년 6월 10일, 와니북스) ISBN 978-4-8470-4362-8
- MANO DATE (2012년 5월 23일, 와니북스)
- 마노마노 (2013년 2월 23일, 업프런트 북스) ISBN 978-4-8470-4533-2
- 마노쨩 ~Dear FRIENDS~ (2013년 9월 27일, 와니북스)
- ZERO (2014년 8월 27일, 와니북스)
- Escalation (2015년 9월 19일, 와니북스) ISBN 978-4847047831
- 양염 -KAGEROH- (2016년 11월 25일, 와니북스) ISBN 978-4-8470-4876-0
- ERINA (2018년 3월 6일, 와니북스) ISBN 978-4-8470-4993-4

### 잡지 연재
- B.L.T.「우후후피디아」(2009년 6월호 - 2011년 6월호, 도쿄 뉴스 통신사)
- 월간 De☆View「마노☆Style」(2009년 7월 1일 ~ 2013년 3월 1일, 오리콘 엔터테인먼트)
- CD & DL 데이터「마노노마마」(엔터브레인)

## 소속 유닛
- 온가쿠갓타스 (2007년 ~ 2008년)
- 갓타스 브릴리언티스 H.P. (2007년 ~ 2008년)
- 셔플 유닛
  - 풋치모니V (2009년 ~ 2013년)
  - 헬로! 프로젝트 모베키마스 (2011년)

## 같이 보기
- 헬로! 프로젝트
- 하로프로연수생 (구.하로프로에그)